# Clovia ornata
Clovia ornata är en insektsart som först beskrevs av Walker 1870.  Clovia ornata ingår i släktet Clovia och familjen spottstritar. Inga underarter finns listade i Catalogue of Life.